# Neorygocera
Neorygocera is een kevergeslacht uit de familie van de boktorren (Cerambycidae). De wetenschappelijke naam van het geslacht werd voor het eerst geldig gepubliceerd in 1923 door Hedicke.

## Soorten
Neorygocera is monotypisch en omvat slechts de volgende soort:
- Neorygocera fuliginea (Gahan, 1890)